# Aeroportul Ulukhaktok/Holman
Aeroportul Ulukhaktok/Holman (IATA: YHI, ICAO: CYHI) este un aeroport din Ulukhaktok⁠(d), Teritoriile de Nord-Vest, Canada.
Situat la o altitudine de 36 m, aeroportul dispune de o singură pistă.